# Ирако-сирийские отношения
Ирако-сирийские отношения — двусторонние дипломатические отношения между Ираком и Сирией. Протяжённость государственной границы между странами составляет 599 км.

## История
Отношения между этими странами чередовались долгими периодами вражды и короткими промежутками дружбы. В октябре 1973 года Ирак и Сирия воевали на одной стороне во время арабо-израильской войны. В октябре 1978 года эти страны выступили против планов Египта о заключении мира с Израилем. В 1980 году после начала войны Ирака с Ираном, ирако-сирийские отношения резко ухудшились. Сирия раскритиковала Ирак за то, что он не стал воевать с общим врагом арабского мира Израилем, а напал на Иран, который поддерживал арабов в их противостоянии с этим государством. В течение 1981 года отношения между странами ещё сильнее деградировали из-за взаимных обвинений и претензий. В апреле 1982 года Сирия разорвала дипломатические отношения с Ираком, закрыла общую границу и перекрыла поставки иракской нефти по трубопроводу, который пересекал сирийскую территорию до портов на Средиземном море. Прекращение экспорта иракской нефти по этому трубопроводу было серьёзным экономическим ударом для Ирака. Саддам Хусейн воспринял этот шаг как прямое подтверждение ирано-сирийского союза в этой войне. Иран начал поставку в Сирию нефти по льготной цене в знак благодарности за её политику по отношению к Ираку.

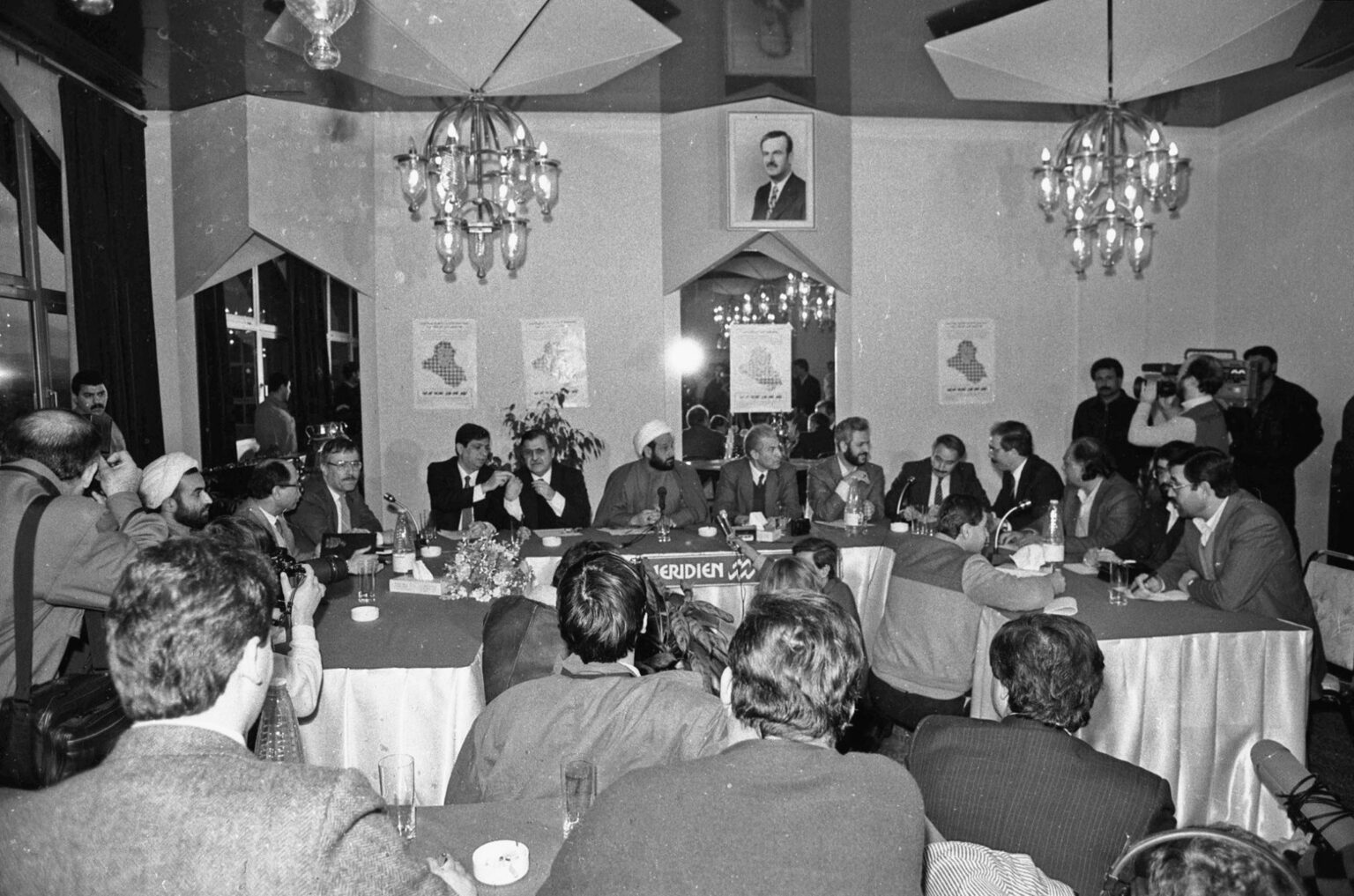
Конференция иракской оппозиции в Дамаске, 1991

Вражда между Ираком и Сирией вызвала беспокойство у лидеров других арабских государств. Король Иордании Хусейн ибн Талал решил выступить посредником и примирить иракское и сирийское руководство. В начале 1987 года его усилия увенчались успехом, восстановились контакты между Саддамом Хусейном и президентом Сирии Хафезом Асадом, что впрочем не привело к улучшению их взаимоотношений. В ноябре 1987 года лидеры двух стран встретились в ходе саммита Лиги арабских государств в Аммане. Ирак негативно воспринял тот факт, что в ходе саммита Сирия смогла сорвать введение общих санкций арабских государств против Ирана.
В 2006 году ирако-сирийские отношения были восстановлены спустя 24 года после разрыва. В 2010-х годах эти две страны столкнулись с резким ростом экстремизма и терроризма, что привело к началу гражданских войн на территории этих государств.